# Panama (Nueva York)
Panama es una villa ubicada en el condado de Chautauqua en el estado estadounidense de Nueva York. En el año 2000 tenía una población de 491 habitantes y una densidad poblacional de 87 personas por km².

## Geografía
Panama se encuentra ubicada en las coordenadas 42°4′32″N 79°29′11″O / 42.07556, -79.48639.

## Demografía
Según la Oficina del Censo en 2000 los ingresos medios por hogar en la localidad eran de $31,250, y los ingresos medios por familia eran $38,125. Los hombres tenían unos ingresos medios de 31,944 frente a los $20,833 para las mujeres. La renta per cápita para la localidad era de $16,410. Alrededor del 11.7% de la población estaban por debajo del umbral de pobreza.